# I Don't Speak the Language
I Don't Speak The Language es el primer álbum de estudio del músico estadounidense Matthew Wilder. Fue publicado en 1983 y es notable por el exitoso sencillo Break My Stride. El álbum obtuvo la posición número 49 en el Billboard 200. En 1999 fue reeditado junto a su sucesor Bouncin' Off the Walls en el box set I Don't Speak the Language/Bouncin' off the Walls.

## Lista de temas
1. "Break My Stride" (Matthew Wilder, Greg Prestopino) 3:00
2. "The Kid's American" (Wilder) 4:36
3. "I Don't Speak the Language" (Wilder, Barbara Hyde) 4:45
4. "Love Above the Ground Floor" (Wilder, Prestopino) 4:13
5. "World of the Rich and Famous" (Wilder, Roscoe Beck) 4:43
6. "Ladder of Lovers" (Wilder, Prestopino) 4:04
7. "I Was There" (Wilder) 3:01
8. "Dreams Keep Bringing You Back" (Prestopino) 4:36
9. "I Don't Speak the Language"  (Reprise) 1:20

## Músicos
- Matthew Wilder: voz principal y coros, sintetizadores y piano
- Bill Eliott y Bill Cuomo: sintetizadores
- Paul Fox: sampler
- Dennis Herring, Donald Griffin y Tim Winston: guitarras
- John McFee: mandolina
- Reggie McBride, Rick Chudacoff y Alphonso Johnson: bajos y Champman Stick
- Peter Bunetta: batería y caja de ritmos Oberheim DMX
- Paulinho Da Costa: percusiones
- Jerry Peterson y Lon Price: saxofónes
- Bill Armstrong y Gary Grant: trompetas
- Joe Turano y Greg Prestorino: coros